# برونو کیپولا
برونو کیپولا (به انگلیسی: Bruno Cipolla) (زادهٔ ۲۴ دسامبر ۱۹۵۲) شناگر اهل ایتالیا است.